# Königspalast Portici

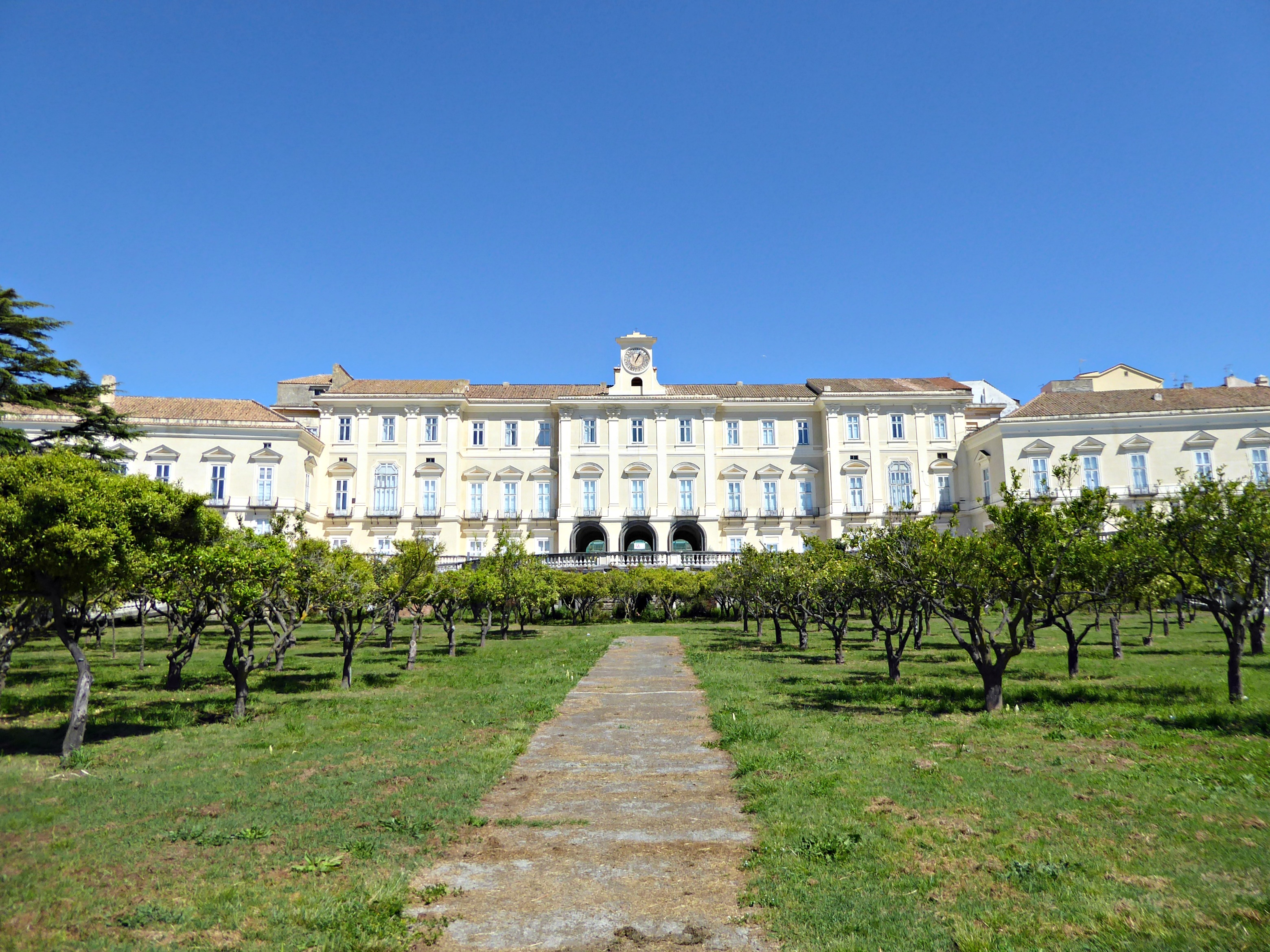
Der Königspalast von Portici

Durchfahrt auf der ehem. SS 18 und der Piazzale della Reggia

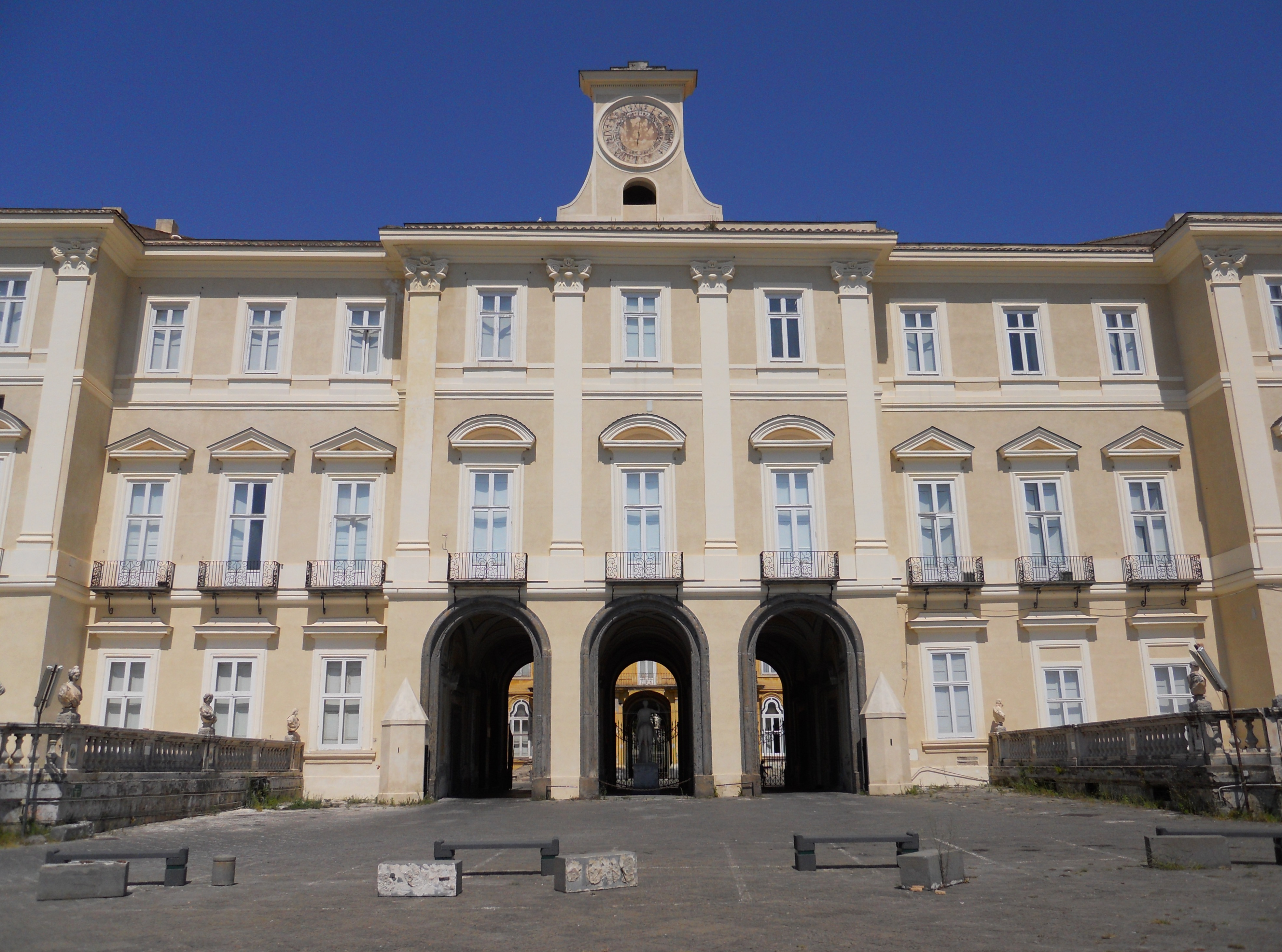
Frontalansicht des Palasts

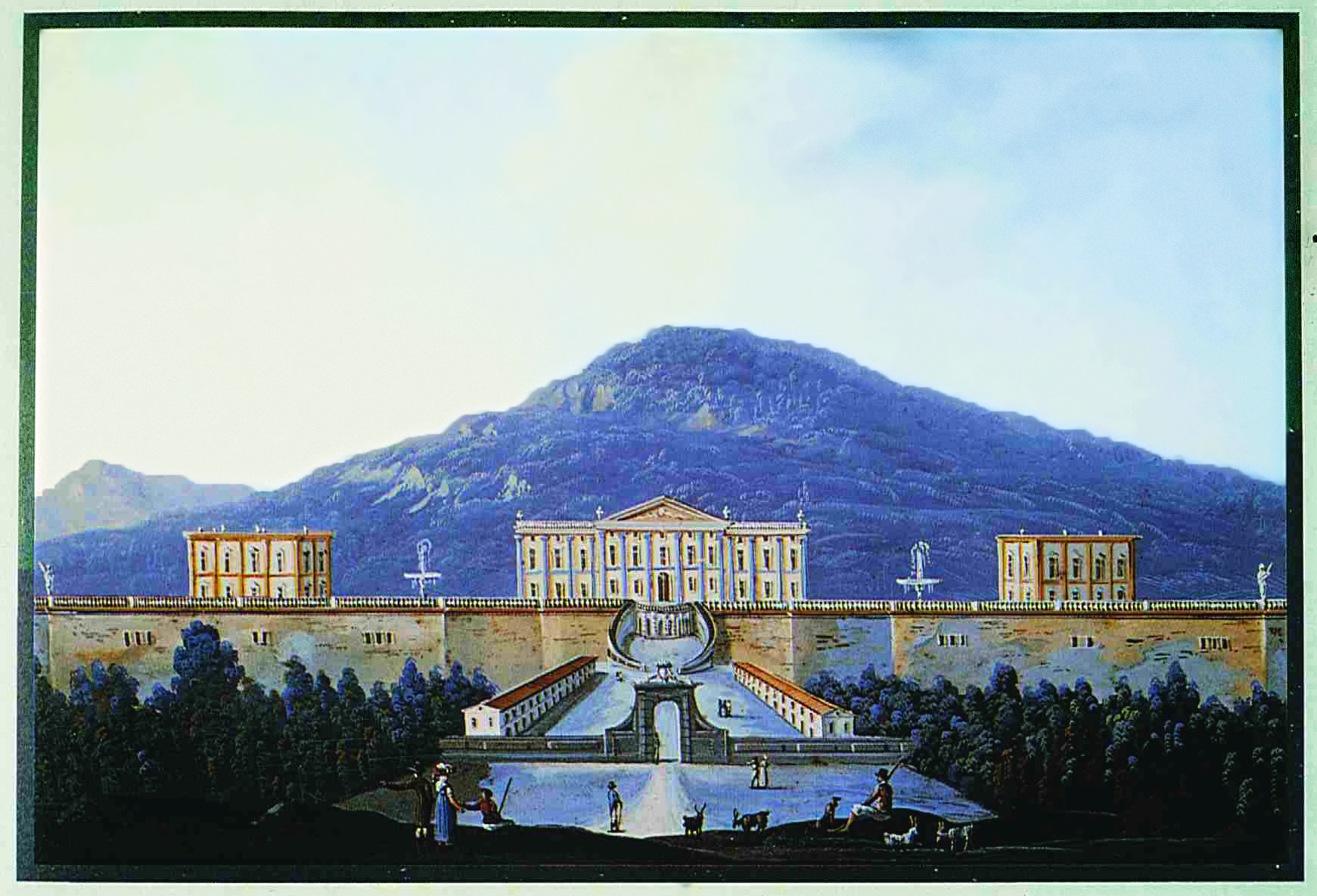
Der Palast im 18. Jh.

Der Königspalast Portici (italienisch: Reggia di Portici oder auch Palazzo Reale di Portici) ist ein Landschloss der Neapel und Sizilien beherrschenden Bourbonen in der Gemeinde Portici, nahe der Stadt Neapel.
Das Schloss liegt mitten in Portici innerhalb eines großen Parks und wurde von 1738 bis 1752 von dem römischen Architekten Antonio Canevari für den König Karl VII. erbaut. Lange Zeit befanden sich die Funde der nahegelegenen Ausgrabungsstätten in Herculaneum und Pompeji im Schloss. Diese Funde waren der Öffentlichkeit allerdings nur auf Empfehlung zugänglich; dennoch wurden sie von vielen Reisenden aufgesucht, so am 18. März und nochmals im Mai 1787 von Goethe, der darüber in seinem Buch Italienische Reise berichtet. Erst im Jahr 1822 wurde die Sammlung ins Archäologische Nationalmuseum Neapel überführt.

„... jenes Museum ist auch das Α und Ω aller Antiquitätensammlungen; da sieht man recht, was die alte Welt an freudigem Kunstsinn voraus war, wenn sie gleich in strenger Handwerksfertigkeit weit hinter uns zurückblieb.“

Knapp nachdem der Königspalast Portici fertiggestellt war, begann der Bau einer größeren ländlichen Residenz der Herrscherdynastie Bourbon-Sizilien, nämlich der Bau des Königspalastes von Caserta, der ab 1759 offizieller Sitz des Hofes von Ferdinand IV. wurde, der Portici nur gelegentlich als Rückzugsort nutzte. Bis 1777 diente der Palast auch dem geistig behinderten ältesten Bruder des Königs, Felipe Antonio Herzog von Kalabrien (1747–1777), als Wohnsitz. 1769 übernachtete hier Kaiser Joseph II. und 1770 Mozart. 1799 ließ der König ein Theater einbauen. Während der französischen Besetzung stattete ihn Joachim Murat, Napoleons Schwager, mit französischem Mobiliar aus.
Der Palast beherbergt heute Museen der Agrarwissenschaftlichen Fakultät der Universität Neapel sowie einen botanischen Garten, dazu eine Ausstellung über die Ausgrabungen von Herculaneum, die einst hier aufbewahrt wurden, und ihre Präsentation unter den Bourbonen-Königen.